# Grad Balmoral
Grad Balmoral (angleška izgovorjava: /bælˈmɒrəl/) je velika posest v Aberdeenshiru na Škotskem in rezidenca britanske kraljeve družine. Stoji v bližini vasi Crathie, 14 km zahodno od Ballaterja in 80 km zahodno od Aberdeena.
Posestvo in njegov prvotni grad je leta 1852 od družine Farquharson kupil princ Albert, mož kraljice Viktorije. Kmalu zatem je bilo ugotovljeno, da je hiša premajhna in dali so zgraditi sedanji grad Balmoral. Arhitekt je bil William Smith iz Aberdeena, njegove načrte pa je spremenil princ Albert. Balmoral ostaja zasebna last monarha in ni del Crown Estate. Bila je poletna rezidenca kraljice Elizabete II., ki je tam umrla 8. septembra 2022.
Grad je primer škotske baronske arhitekture in ga Historic Environment Scotland uvršča med stavbe kategorije A. Novi grad je bil dokončan leta 1856, stari grad pa je bil kmalu zatem porušen.
Posestvo Balmoral so dodali zaporedni člani kraljeve družine in zdaj pokriva površino približno 20.000 hektarjev. To je delovno posestvo, vključno z barji z rdečim jerebom, gozdnimi in kmetijskimi zemljišči ter upravljanimi čredami jelenov, višavskega goveda, ovac in ponijev.

## Etimologija
Balmoral se izgovarja /bælˈmɒrəl/ ali včasih lokalno /bəˈmɒrəl/. Prvič je bil zapisan kot Bouchmorale leta 1451 in so ga lokalni govorci škotske gelščine izgovarjali [baˈvɔrəl]. Prvi element v imenu naj bi bil gelski both, kar pomeni 'koča', drugi del pa je negotov. Adam Watson in Elizabeth Allan sta v The Place Names of Upper Deeside zapisala, da je drugi del pomenil 'veliko mesto (tla)'. Alexander MacBain je predlagal, da je bilo to prvotno piktsko *mor-ial, 'velika jasa' (prim. valižansko mawr-ial). Druga možnost je, da je drugi del ime svetnika.

## Zgodovina
Škotski kralj Robert II. (1316–1390) je imel na tem območju lovsko kočo. Zgodovinski zapisi prav tako kažejo, da je hišo v Balmoralu leta 1390 zgradil sir William Drummond. Posestvo je pozneje najemal Alexander Gordon, drugi sin 1. grofa Huntlyja. Gordonovi so na posestvu zgradili stolp.
Leta 1662 je posest prešla na Charlesa Farquharsona iz Invereya, brata Johna Farquharsona, 'črnega polkovnika'. Farquharsonovi so bili simpatizerji jakobitov in James Farquharson iz Balmorala je bil vpleten v upore 1715 in 1745. Bil je ranjen v bitki pri Falkirku leta 1746. Posestva Farquharson so bila zasežena in prešla na Farquharson iz Auchendryna. Leta 1798 je James Duff, 2. grof Fife, pridobil Balmoral in vzel grad v najem. Sir Robert Gordon, mlajši brat 4. grofa Aberdeenskega, je pridobil najem leta 1830. Naredil je velike spremembe prvotnega gradu v Balmoralu, vključno z razširitvami v baronskem slogu, ki jih je zasnoval John Smith iz Aberdeena.

### Kraljeva pridobitev
Kraljica Viktorija in princ Albert sta prvič obiskala Škotsko leta 1842, pet let po njenem prevzemu prestola in dve leti po poroki. Med tem prvim obiskom sta ostala v Edinburghu in na gradu Taymouth v Perthshiru, domu markize Breadalbane. Vrnila sta se leta 1844, da bi ostala na gradu Blair, in leta 1847, ko sta najela hišo Ardverikie ob jezeru Loch Laggan. Zaradi pogostega dežja med zadnjim potovanjem je sir James Clark, kraljičin zdravnik, namesto tega priporočil Deeside zaradi bolj zdravega podnebja.
Sir Robert Gordon je umrl leta 1847 in njegov najem Balmorala se je vrnil lordu Aberdeenu. Februarja 1848 je bil sklenjen dogovor, da bo princ Albert pridobil preostali del najema na Balmoralu, skupaj s pohištvom in osebjem, ne da bi si prej ogledal nepremičnino.
Kraljevi par je prispel na svoj prvi obisk 8. septembra 1848. Viktorija je ugotovila, da je hiša »majhna, a lepa«, in v svoj dnevnik zapisala, da: »Vse se je zdelo, da diha svoboda in mir ter da človek pozabi na svet in njegove žalostne nemire.« Okoliška hribovita pokrajina jih je spominjala na Turingijo, Albertovo domovino v Nemčiji.
Kmalu je bilo potrjeno, da je hiša premajhna, in leta 1848 sta John in William Smith dobila naročilo za načrtovanje novih pisarn, koč in drugih pomožnih stavb. Ob pomoči krajinskega vrtnarja Jamesa Beattieja in verjetno slikarja Jamesa Gilesa so bile narejene tudi izboljšave na gozdovih, vrtovih in posestnih stavbah.
Leta 1849 so razmišljali o večjih dodatkih k stari hiši, vendar so do takrat že potekala pogajanja za nakup posestva od skrbnikov pokojnega grofa Fife. Potem ko je na veliki razstavi leta 1851 videl kočo iz valovitega železa, je princ Albert pri E. T. Bellhouse & Co. naročil montažno železno stavbo za Balmoral, ki naj bi služila kot začasna plesna dvorana in jedilnica. V uporabi je bila do 1. oktobra 1851 in je služila kot plesna dvorana do leta 1856.
Prodaja je bila zaključena junija 1852, cena je bila 32.000 GBP (kar ustreza 3.700.000 GBP leta 2021) in princ Albert je uradno prevzel posest tisto jesen. Sosednje posestvo Birkhall je bilo kupljeno na hkrati pa je bil zagotovljen tudi najem gradu Abergeldie. Da bi obeležili to priložnost, so na hribih s pogledom na grad postavili Purchase Cairn, prvega od mnogih cairn na posestvu.

### Gradnja nove hiše
Potreben je bil prostor za naraščajočo družino Viktorije in Alberta, za dodatno osebje in za nastanitev za prijatelje in uradne obiskovalce, kot so člani kabineta. Tako razširitev obstoječe strukture ne bi zagotovila dovolj prostora, zato je bilo treba zgraditi večjo hišo. V začetku leta 1852 je bilo to naročilo pri Williamu Smithu. William Smith, sin Johna Smitha (ki je zasnoval spremembe prvotnega gradu leta 1830), je bil mestni arhitekt Aberdeena od leta 1852. Ko je izvedel za naročilo, je William Burn iskal intervju s princem, očitno zato, da bi se pritožil, da je Smith prej imel plagiat njegovega dela, vendar pa Burnu Smithu ni uspelo odvzeti imenovanja. Načrte Williama Smitha je spremenil princ Albert, ki se je zelo zanimal za podrobnosti, kot so stolpi in okna.
Gradnja se je začela sredi leta 1853, na lokaciji približno 90 metrov severozahodno od prvotne stavbe, za katero je veljalo, da ima boljši razgled. Drugi razlog je bil, da bo družina med gradnjo še vedno lahko uporabljala staro hišo. Kraljica Viktorija je položila temeljni kamen 28. septembra 1853, med svojim letnim jesenskim obiskom. Do jeseni 1855 so bili kraljevi apartmaji pripravljeni za vselitev, čeprav je bil stolp še vedno v gradnji in je bilo treba služabnike nastaniti v stari hiši. Po naključju je kmalu po njunem prihodu na posestvo tiste jeseni zaokrožila novica o padcu Sevastopola, s čimer se je končala krimska vojna, kar je povzročilo divje praznovanje tako kraljeve družine kot domačinov. Med obiskom posestva je kmalu zatem princ Friderik Pruski zaprosil za roko princese Viktorije.
Nova hiša je bila dokončana leta 1856, stari grad pa je bil kasneje porušen. Do jeseni 1857 je bil dokončan nov most čez reko Dee, ki ga je zasnoval Isambard Kingdom Brunel in je povezoval Crathie in Balmoral.
Grad Balmoral je zgrajen iz granita, pridobljenega v Invergelderju na posestvu. Sestavljen je iz dveh glavnih blokov, od katerih je vsak razporejen okoli dvorišča. V jugozahodnem bloku so glavni prostori, v severovzhodnem pa servisni trakt. Na jugovzhodu je 24 metrov stolp z uro na vrhu s stolpiči, od katerih ima eden ograjo, podobno elementu gradu Fraser. Ker je po slogu podoben porušenemu gradu iz 1830-ih, se arhitektura nove hiše šteje za nekoliko zastarelo za svoj čas v nasprotju z bogatejšimi oblikami škotskega baronskega sloga, ki so jih razvili William Burn in drugi v 1850-ih. Včasih opisana kot preveč urejena, pedantna in celo germanska, kar je posledica vpliva princa Alberta na oblikovanje.
Vendar sta nakup škotskega posestva s strani Viktorije in Alberta in njuno sprejetje škotskega arhitekturnega sloga vplivala na nadaljnjo oživitev višavske kulture. Balmoral so okrasili s tartani in se udeležili višavskih iger v Braemarju. Kraljica Viktorija je izrazila naklonjenost Škotski in se je celo izrekla za jakobitko. Dodano k delu sira Walterja Scotta je to postalo glavni dejavnik pri spodbujanju sprejemanja višavske kulture s strani nižavskih Škotov. Zgodovinar Michael Lynch komentira, da je »škotskost Balmorala pripomogla, da je monarhija prvič dobila resnično britansko razsežnost«.

### Victoria in Albert v Balmoralu
Še pred dokončanjem nove hiše se je kmalu vzpostavil vzorec življenja kraljevega para v Višavju. Viktorija se je dnevno sprehajala po štiri ure, Albert pa je preživel veliko dni v lovu na jelene in divjad. Leta 1849 je pisec dnevnika Charles Greville opisal njihovo življenje v Balmoralu kot bolj podobno plemskemu kot kraljevemu. Viktorija je začela politiko naročanja umetnikov za snemanje Balmorala, njegove okolice in osebja. V preteklih letih so bili v Balmoralu zaposleni številni slikarji, vključno z Edwinom in Charlesom Landseerjem ter Carlom Haagom.
V 1850-ih so v bližini hiše postavili nove nasade in na zemljišču zasadili eksotične iglavce. Princ Albert je imel aktivno vlogo pri teh izboljšavah, saj je nadziral načrtovanje parterjev, preusmeritev glavne ceste severno od reke preko novega mostu in načrte za kmetijska poslopja. Te stavbe so vključevale model mlekarne, ki ga je razvil leta 1861, v letu svoje smrti. Mlekarno je dokončala Viktorija. Pozneje je na posestvu zgradila tudi več spomenikov svojemu možu. Med njimi je piramidasto oblikovana grobnica, zgrajena leto dni po Albertovi smrti, na vrhu Craiga Lurachaina. Velik kip Alberta s psom in pištolo Williama Theeda je bil slovesno odprt 15. oktobra 1867, na osemindvajseto obletnico njune zaroke.:20–21
Po Albertovi smrti je Viktorija preživljala vse več obdobij v Balmoralu, kjer je ostajala kar štiri mesece na leto v zgodnjem poletju in jeseni. Na ogled je postavila številne spomine na Alberta.
Nekaj nadaljnjih sprememb je bilo narejenih na zemljiščih, z izjemo nekaterih sprememb gorskih poti, postavitve različnih kamnov in spomenikov ter dodanih nekaj hiš (koča Karim in Baile na Coille), zgrajenih za višje osebje. V tem obdobju je Viktorija začela biti odvisna od svojega služabnika Johna Browna. Bil je lokalni ghillie iz Crathieja, ki je med njenim dolgim žalovanjem postal eden njenih najbližjih spremljevalcev.
Leta 1887 je bil grad Balmoral rojstni kraj Viktorije Eugenie, vnukinje kraljice Viktorije. Rodila se je princesi Beatrice, peti hčerki Viktorije in Alberta. Victoria Eugenie je postala španska kraljica, ko se je leta 1906 poročila s kraljem Alfonzom XIII.
Septembra 1896 je Viktorija pozdravila ruskega carja Nikolaja II. in carico Aleksandro, Viktorijino vnukinjo, v Balmoralu. Štiri leta pozneje je Viktorija zadnjič obiskala posestvo, tri mesece pred smrtjo 22. januarja 1901.
- Grad Balmoral, kot ga je naslikal James Cassie
- Balmoral (okoli 1890–1900)
- Spominska grobnica za princa Alberta, posestvo Balmoral
- Poslovna soba kraljice Viktorije v Balmoralu

### Po Viktoriji
Po Viktorijini smrti je kraljeva družina še naprej uporabljala Balmoral med letnimi jesenskimi obiski. Jurij V. Britanski je naročil precejšnje izboljšave v 1910-ih in 1920-ih letih, vključno z uradnimi vrtovi južno od gradu.
Med drugo svetovno vojno so kraljevi obiski v Balmoralu prenehali. Poleg tega se je zaradi spora z Nemčijo Danzig Shiel, loža, ki jo je Viktorija zgradila v Ballochbuieju, preimenovala v Garbh Allt Shiel in 'vodnjak pruskega kralja' je bil odstranjen z ozemlja.
V 1950-ih je princ Filip dodal zelnate meje in vodni vrt. V 1980-ih so v bližini gradu zgradili nove stavbe za osebje.

### Smrt kraljice Elizabete II.
Kraljica Elizabeta II. je bila na gradu od julija 2022 za letne poletne počitnice in je bila tam deležna zdravstvene oskrbe. V nasprotju s tradicijo je bil grad Balmoral in ne Buckinghamska palača 6. septembra 2022 kraj imenovanja britanske premierke Liz Truss zaradi pomislekov glede kraljičinih težav z mobilnostjo. Elizabeta je umrla v Balmoralu ob 15.10 BST 8. septembra 2022 v starosti 96 let. Bila je prvi monarh, ki je umrl v Balmoralu, in to je bilo prvič, da je monarh umrl na Škotskem, odkar je leta 1542 v falklandski palači umrl Jakob V. Škotski. Kraljičina krsta je tri dni ležala v plesni dvorani gradu, da so se kraljeva družina, osebje posestva in sosedje lahko poklonili. 11. septembra so krsto prepeljali v palačo Holyroodhouse v Edinburghu za začetek državnega pogreba.

## Arhitektura
Čeprav se Balmoral imenuje grad, je primarna funkcija podeželske hiše. Gre za »tipično in precej običajno« podeželsko hišo iz viktorijanskega obdobja. Stolp in stolpiči v obliki poprnic so značilne značilnosti za rezidence škotskega baronskega sloga. Sedemnadstropni stolp je arhitekturna posebnost, izposojena iz srednjeveških obrambnih stolpnih hiš. Na stolpe v obliki poprnic je vplival slog francoskih dvorcev iz 16. stoletja. Druge značilnosti škotskega baronskega sloga so stopničasti zatrepi, mansardna okna in obzidana vrata za kočije.

## Lastništvo
Balmoral je zasebna last in za razliko od monarhovih uradnih rezidenc ni v lasti krone. Prvotno ga je zasebno kupil princ Albert za kraljico Viktorijo, kar pomeni, da noben prihodek od posesti ne gre v parlament ali javno blagajno, kot bi sicer veljalo za nepremičnine, ki so v popolni lasti monarha po Zakonu o civilni listi iz leta 1760. Skupaj s hišo Sandringham v Norfolku je lastništvo nad Balmoralom podedoval Edvard VIII. ob svojem pristopu leta 1936. Ko je kasneje istega leta abdiciral, je obdržal lastništvo nad njimi. Sklenjena je bila finančna poravnava, po kateri je Balmoral in Sandringham kupil Edvardov brat in naslednik krone, Jurij VI.
Elizabeta II. je podedovala posest Balmoral od svojega očeta, nato pa je po njeni smrti lastništvo prešlo na njenega najstarejšega sina kralja Karla III, vendar posestvo upravljajo skrbniki v skladu z listinami o imenovanju.

## Posestvo

### Obseg in delovanje
Balmoral Estate je znotraj narodnega parka Cairngorms in je delno znotraj Deeside in Lochnagar National Scenic Area. Posest z 20.000 hektarji obsega široko paleto pokrajin, od doline reke Dee do odprtih gora. Na posestvu je sedem Munrosov (hribov na Škotskem nad 3000 ft ali 914,4 m), najvišji je Lochnagar (1155 m). Ta gora je bila prizorišče otroške zgodbe The Old Man of Lochnagar, ki jo je prvotno pripovedoval princ Charles svojima mlajšima bratoma, princu Andrewu in princu Edwardu. Zgodba je bila objavljena leta 1980, avtorski honorar pa je pripadel The Prince's Trust. Posestvo vključuje tudi 3000 hektarjev veliko posestvo Delnadamph Lodge, ki ga je leta 1978 kupila Elizabeta II.
Posest se razteza do jezera Loch Muick na jugovzhodu, kjer sta stara čolnarna in Royal Bothy (lovska koča), ki se zdaj imenuje Glas-allt-Shiel, ki jo je zgradila Viktorija.
Delovno posestvo vključuje jerebova barja, gozdove in kmetijska zemljišča ter upravljane črede jelenov, višavskega goveda in ponijev. Ponuja tudi dostop javnosti za ribolov (plačljiv) in pohodništvo v določenih letnih časih.
Približno 3200 hektarjev posestva je pokritih z drevesi, pri čemer se skoraj 1200 hektarjev uporablja za gozdarstvo, ki daje skoraj 10.000 ton lesa na leto. Gozd Ballochbuie, eno največjih preostalih območij rasti starega kaledonskega bora na Škotskem, obsega približno 1200 hektarjev. Upravljajo ga le z minimalnimi posegi ali brez. Glavni sesalec na posestvu je navadni jelen s populacijo od 2000 do 2500 glav.
Območji Lochnagar in Ballochbuie je državni sekretar za Škotsko leta 1998 določil za posebna varstvena območja (SPA) v skladu z Direktivo Evropske unije (EU) o pticah. Vrste ptic, ki naseljujejo barja, vključujejo rdečega jereba (Lagopus lagopus scotica), ruševca, belko in divjega petelina. Gozd Ballochbuie je tudi zaščiten kot posebno ohranitveno območje z Direktivo EU o habitatih, kot »eno največjih preostalih neprekinjenih območij avtohtonega Kaledonskega gozda«. Poleg tega so na posestvu štiri mesta posebnega znanstvenega pomena.
Kraljeva družina zaposluje približno 50 ljudi za polni delovni čas in 50–100 honorarnih delavcev za vzdrževanje posestva.
Na posestvu je približno 150 stavb, vključno z Birkhallom, nekdanjim domom kraljice matere Elizabete. Craigowan Lodge redno uporabljajo družina in prijatelji kraljeve družine, uporabljali pa so ga tudi med pripravami gradu Balmoral za kraljevi obisk. Šest manjših objektov na posestvu se oddaja kot počitniške hiše.

### Javni dostop do vrtov in grajskega posestva
Leta 1931 so bili vrtovi in grajska posest prvič odprti za javnost. Zdaj so odprti vsak dan med aprilom in koncem julija, nato pa člani kraljeve družine prispejo na grad na svoje letno bivanje. Plesna dvorana je edina soba v gradu, ki si jo lahko ogleda javnost.

### Craigowan Lodge
Craigowan Lodge je kamnita hiša s sedmimi spalnicami približno 1,6 km od glavnega gradu v Balmoralu. Bolj rustikalno kot grad, kočo sta pogosto uporabljala princ Charles in princesa Diana, ko sta obiskala Balmoral. Maja 1981 sta Charles in Diana pozirala za fotografijo v koči pred njuno poroko julija 1981.
V osmrtnici ruskega princa Mihaela Andrejeviča leta 2008 je bilo zapisano, da je njegova družina večino druge svetovne vojne preživela v Craigowan Lodge.
Koča je bila občasno v novicah od leta 2005, ker sta Elizabeta II. in princ Filip tam pogosto preživela prvih nekaj dni svojih poletnih počitnic. Poleti je grad donosen vir zaslužka turistov. Včasih je kraljica prispela v Balmoral, preden se je turistična sezona končala.

## V popularni kulturi
Deli filmov Gospa Brown (1997) in Kraljica (2006) so temeljili na dogodkih v Balmoralu. V obeh filmih so bile uporabljene nadomestne lokacije: grad Blairquhan v The Queen in grad Duns v Mrs Brown.
V Netflixovi seriji The Crown je bila hiša Ardverikie uporabljena kot rezerva.
V znanstvenofantastičnem filmu The Day After Tomorrow (2004) so trije helikopterji kraljevega letalstva strmoglavili na Škotskem med poskusom evakuacije kraljeve družine iz gradu Balmoral.
Ilustracija gradu prikazuje na hrbtni strani bankovcev za 100 GBP, ki jih je izdala Royal Bank of Scotland.

### Splošne in citirane reference
- Millar, Delia (1985). Življenje kraljice Viktorije v škotskem višavju: upodobili so jo njeni akvarelisti. London: Philip Wilson. ISBN 0-85667-194-0.